# São Simão (Goiás)
São Simão is een gemeente in de Braziliaanse deelstaat Goiás. De gemeente telt 14.373 inwoners (schatting 2009).

## Aangrenzende gemeenten
De gemeente grenst aan Caçu, Paranaiguara en Santa Vitória (MG).

## Verkeer en vervoer
De plaats ligt aan de wegen BR-364, BR-483 en GO-164.